# Thomas Buchanan (homme politique)
Pour les articles homonymes, voir Thomas Buchanan et Buchanan.
Thomas Ryburn Buchanan (1846 - 7 avril 1911) est un homme politique libéral écossais et bibliophile. 

## Jeunesse et éducation

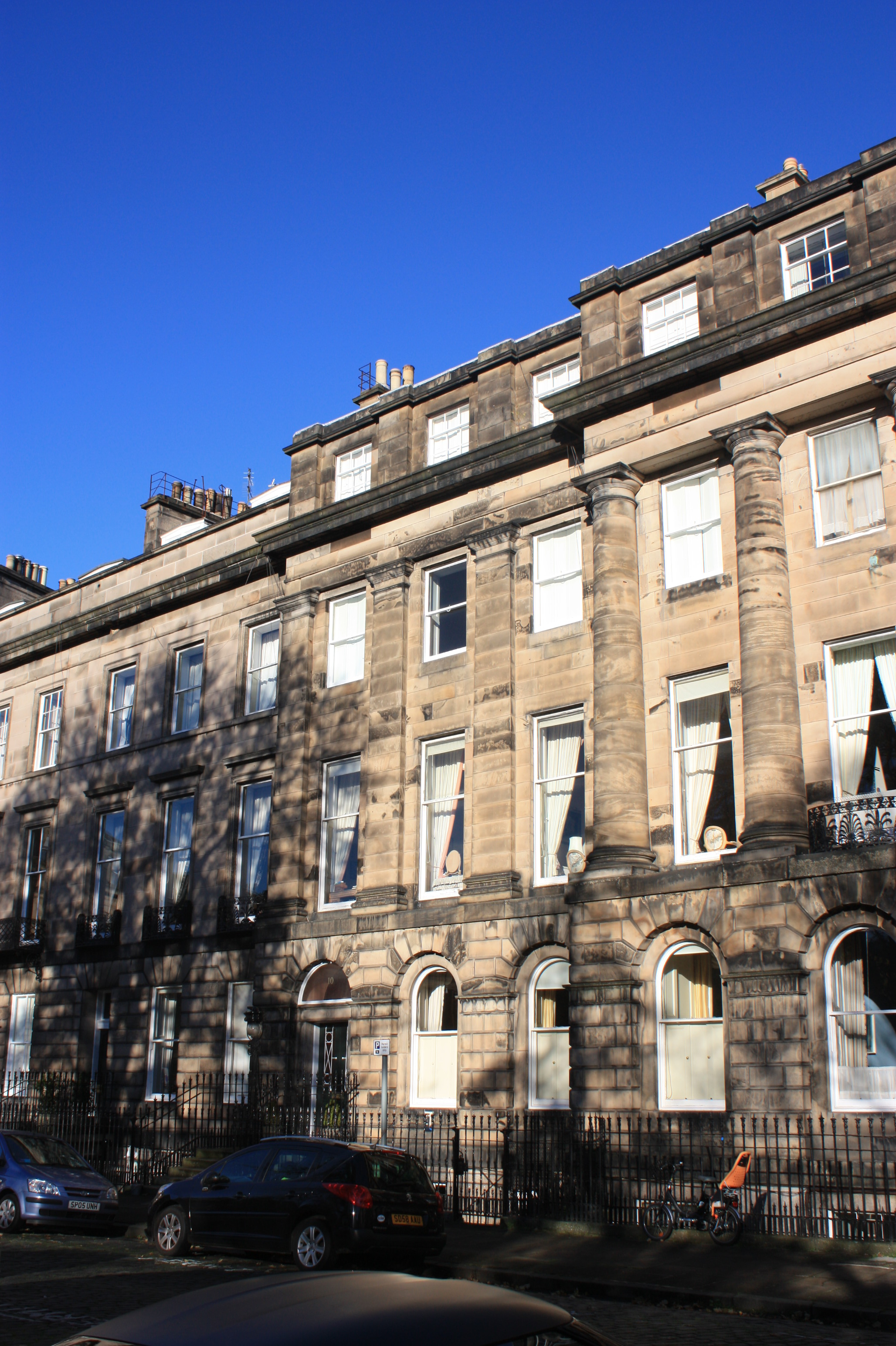
Maison d'Edimbourg de Buchanan au 10 Moray Place

Il est né à Glasgow fils de John Buchanan de Dowanhill. Son frère est l'éminent chimiste et explorateur John Young Buchanan (en) (1844-1925) . 
Il fait ses études à la Sherborne School et au Balliol College d'Oxford. Plus tard, il est devenu membre de l'All Souls College d'Oxford et est admis au barreau. 

## Carrière politique
En 1880, Buchanan se présente sans succès à Haddington aux élections générales de 1880, mais est élu pour Édimbourg lors d'une élection partielle de 1881. Cette circonscription est abolie en 1885 et il est élu pour la circonscription nouvellement créée d'Edimbourg-Ouest en tant que unioniste-libéral. Cependant, en 1888, Buchanan annoncé qu'il soutient la politique de Home Rule de William Ewart Gladstone. Il démissionne de son siège et est réélu par une faible majorité comme soutien de Gladstone et Home Ruler la même année. 
Il perd le siège d'Edimbourg-Ouest en 1892, mais revient à la Chambre des communes en décembre de la même année lorsqu'il est élu pour représenter Aberdeenshire East lors d'une élection partielle. Il perd ce siège aux élections générales de 1900 et reste hors de la Chambre des communes pendant les trois années suivantes. Cependant, en février 1903, il est réélu député de Perthshire East, siège qu'il occupe jusqu'en 1910. Lorsque les libéraux arrivent au pouvoir en décembre 1905, il est nommé Secrétaire financier au ministère de la Guerre par le premier ministre Henry Campbell-Bannerman, poste qu'il conserve jusqu'en avril 1908. Le dernier mois, il est admis au Conseil privé et nommé Sous-secrétaire d'État à l'Inde par le nouveau Premier ministre, Herbert Henry Asquith. Il reste à ce poste jusqu'en juin 1909. 

## Vie privée
Buchanan épouse Emily Octavia Bolitho le 15 août 1888 à Madron, Penzance, Cornouailles. Il est un collectionneur réputé de livres et de manuscrits. Certaines de ses collections sont données par sa veuve à l'Université d'Édimbourg et à la Bibliothèque Bodléienne, Oxford, après sa mort. 
Il vivait au 10 Moray Place sur le prestigieux Moray Estate dans le West End d'Édimbourg . Il est décédé en avril 1911. 